# Оразак
Оразак (каз. Оразақ, до 1998 года — Красный Флаг) — село в Целиноградском районе Акмолинской области Казахстана. Административный центр Оразакского сельского округа. Код КАТО — 116649100.

## География
Село расположено на правом берегу реки Нура, на расстоянии примерно 23 километров (по прямой) к юго-западу от административного центра района — села Акмол.
Абсолютная высота — 342 метров над уровнем моря.
Климат холодно-умеренный, с хорошей влажностью. Среднегодовая температура воздуха положительная и составляет около +4,5°С. Среднемесячная температура воздуха в июле достигает +21,0°С. Среднемесячная температура января составляет около -14,2°С. Среднегодовое количество осадков составляет около 400 мм. Основная часть осадков выпадает в период с июня по июль.
Ближайшие населённые пункты: село Сабынды — на западе, село Бирлик — на востоке.
Близ села проходит автодорога республиканского значения — Р-2 «Астана — Коргалжын» (с подъездом к Коргалжынскому заповеднику).

## Население
В 1989 году население села составляло 1742 человек (из них казахи — 64%).

В 1999 году население села составляло 1820 человек (893 мужчины и 927 женщин). По данным переписи 2009 года, в селе проживали 1524 человека (756 мужчин и 768 женщин).
| Численность населения | Численность населения | Численность населения |
| 1989                  | 1999                  | 2009                  |
| --------------------- | --------------------- | --------------------- |
| 1742                  | ↗1820                 | ↘1524                 |

## Известные жители и уроженцы
- Алпыспаев, Кенжебек (1903—1990) — Герой Социалистического Труда.